# Florimond Ier Robertet
« Florimond Robertet » redirige ici. Pour les autres membres de la famille, voir Florimond Robertet (homonymie) et Famille Robertet.
Florimond Robertet, né vraisemblablement un 11 février entre 1457 et 1465 à Montbrison, et mort le 29 novembre 1527 à la Conciergerie de Paris, était un homme d'État français actif pendant la Renaissance.
Particulièrement proche des ducs de Bourbon puis des rois de France, il est resté célèbre pour avoir été un fonctionnaire important, spécialisé dans les affaires diplomatiques et fiscales du Royaume, pendant près de 40 ans et sous trois monarques différents, de Charles VIII († 1498) à François Ier († 1547). À une époque où s'affirme l'autorité souveraine (et non suzeraine comme au Moyen Âge) du pouvoir central du roi, son influence sur les affaires nationales lui valut le surnom de « père des secrétaires d’État », charge qu'Henri II officialisa en 1547.
Amateur des arts à l'image de son époque, Florimond est également réputé pour la collection d'œuvres qu'il a laissée à sa mort (dont des tableaux de Léonard de Vinci et une statue de Michel-Ange), ainsi que pour ses demeures dignes de la Renaissance, dont le château de Bury et l'hôtel d'Alluye, à Blois.

## Biographie

### Origines

#### Une famille déjà proche des ducs de Bourbon et du roi de France
Frère de François Robertet, Florimond est le plus connu des fils de Jean Robertet, celui dont la carrière brillante et l’existence fastueuse est à l'image de l’époque de la Renaissance. Il est issu d'une famille de notables financiers de Montbrison, familiers des ducs de Bourbon et parfaitement insérés dans les structures administratives du comté de Forez depuis le début du XVe siècle : pendant près d'un siècle, le clerc de la Chambre des comptes de Montbrison est un Robertet. Monopole d'autant plus prégnant que, contrairement aux autres chambres du duché (notamment celle de Moulins), le clerc de Montbrison est unique dès le milieu du XVe siècle.
Son père, qui était d'abord notaire et secrétaire de Jean II de Bourbon, passa ensuite au service du roi Louis XI, qui le nomme greffier de l’ordre de Saint-Michel en 1469, puis de son fils Charles VIII, qui l'élève valet de sa chambre en 1492,.
Néanmoins, les archives rapportent plusieurs noms quant à la mère de Florimond. Si la plupart s'accordent, suivant la généalogie établie au XVIIe siècle par Samuel Guichenon, sur Louise Chauvet, la seconde épouse de Jean III Robertet — thèse désormais retenue depuis les travaux de l'archiviste Louis-Pierre Gras au XIXe siècle, —, d'autres estiment que Florimond est fruit du premier mariage de son père, avec Madeleine Bohier,.
En suivant la généalogie retenue par Gras, Florimond est donc le frère cadet de François († ap. 1512), mais également de Charles († 1515) et Jacques († 1519), élus chacun leur tour évêques d'Albi.
Leur date exacte de naissance n'étant pas certaine,,, certaines sources mentionnent un ordre différent de naissance des quatre frères, faisant par exemple de Florimond l'aîné de François, ou Charles et Jacques benjamins de Florimond,.

#### Jeunesse
Il fait de brillantes études, ses humanités à Lyon, son droit à Orléans et enfin, suit des cours de rhétorique à Paris ; il voyage beaucoup, ce qui l'aide à devenir un fin polyglotte (fait peu commun à l'époque : il parle couramment quatre langues — anglais, allemand, italien et espagnol,,,, — en plus de son français maternel), et son ardeur au travail est extrême. Son père l’introduit, de bonne heure, dans ce monde intelligent, actif et fortement italianisé qui gravite autour des ducs de Bourbon et, par leur intermédiaire, auprès des rois de France.

### Carrière politique

#### Débuts au service des ducs de Bourbon en Forez
Suivant les traces de son père et la tradition familiale, Florimond entre au service des ducs de Bourbon en tant que secrétaire retenu à la signature des finances en 1485 et devient châtelain de Montbrison en 1488. Mais contrairement à son frère François, il choisit quelques années plus tard de résigner ses offices en Forez et de succéder à son père dans ses charges au service du roi dès 1490. Selon Mignot, Florimond est plutôt devenu notaire et secrétaire du roi le 9 mai 1495 à la succession d'un dénommé Jean de la Primaudaie, mais il s'agit probablement d'une confusion avec le 9 mars 1495 où il est nommé greffier de l'ordre de Saint-Michel.

#### Entrée au service du roi Charles VIII
Alors que son père se retire progressivement de ses charges, Florimond Robertet lui succède en tant que notaire et secrétaire du roi, et intègre donc de fait le collège dit des « six vingts ». Depuis une ordonnance de 1482, ce corps était doté de privilèges et bénéficiait de l'anoblissement d'office. Il possédait le monopole de la rédaction et de l'expédition des actes royaux passés en chancellerie,.
Toutefois, la fin du XVe siècle voit l'intensification de la production de documents émanant du roi passés hors chancellerie notamment les lettres missives : se développent alors des charges de secrétaires de la chambre. Lors des premières guerres d'Italie, il accompagne le roi Charles VIII lors de la conquête du royaume de Naples et reçoit ses lettres de provisions en tant que secrétaire signant en finances en 1495. Le chroniqueur Philippe de Commynes évoque notamment une lettre signée de Florimond la veille de la bataille de Fornoue. L'année suivante, il contresigne le traité de Milan qui prévoit illusoirement la paix entre la France et le duché de Milan.
La qualité de ses services lui permirent d'obtenir la confiance du roi et sa faveur, cette dernière étant indispensable pour pouvoir faire une prestigieuse carrière au service du prince à l'aube du XVIe siècle,.

#### Une ascension fulgurante et sans faux pas
Ses qualités d’administrateurs sont vite remarquées et, lorsque Charles VIII part pour la guerre d’Italie, en 1494, il se voit confier de lourdes responsabilités. Dès le départ du roi, Florimond se voit confier la garde des clés du trésor de la Sainte-Chapelle de Paris, privilège inédit jusque là réservé au seul monarque. En outre, il est chargé de la rédaction de dépêches fort importantes, notamment après la capitulation de Naples et dans les négociations avec le pape Alexandre VI. Il est bientôt compté parmi les « officiers des finances », puis « les secrétaires de la chambre ». Le 9 mars 1495, il est fait chevalier de l’ordre de Saint-Michel et greffier de l’ordre, succédant ainsi à son père qui avait obtenu cet honneur en 1469 auprès de Louis XI, dont il était devenu l'un des favoris. D'après Mignot, la possession des 8 clés du trésor de la Sainte-Chapelle était attachée à cette charge de greffier de l'ordre. La même année, il est nommé général maître des monnaies, en dépit d'une incompatibilité avec sa charge de secrétaire du roi.
Son influence devient prépondérante, ainsi qu’en témoigne la lettre qu’Anne de France, dame de Beaujeu, envoie de Chantelle, « le XIe jour de décembre au trésorier Robertet », pour lui demander son aide auprès du roi, en ajoutant : « je vous prie, Monseigneur le Trésorier, que, de vostre part, m’y vueillez estre aydant mondit seigneur, et je m’en tiendrais bien tenue à vous, avec autres plaisirs que m’avez toujours faitz, et à Dieu, Monseigneur le Trésorier, que vous donne ce que vous désirez »[réf. souhaitée].
Le 13 août 1496, Florimond quitte son office de général maître des monnaies qu'il venait pourtant d'obtenir pour entrer à la Chambre des comptes de Paris en tant que conseiller et maître clerc, où il resta en poste jusqu'en mars 1502,. S'il ne s'y attarde pas, cette expérience en milieu de carrière n'est pas pour autant singulière, à l'instar de Thomas Bohier de 1494 à 1498, puis Louis Poncher de 1498 à 1504, Jean Cottereau de 1500 à 1506, ou Pierre Legendre de 1504 à 1505.
Le 30 janvier 1500, il est nommé visiteur des gabelles en Lyonnais, Forez, Beaujolais et Mâconnais.
Le 11 décembre 1501, il est nommé trésorier de France en Normandie, succédant ainsi à Jacques Hurault,.

#### Le trésorier dans l'ombre du cardinal d'Amboise
Les textes tracent de lui un portrait flatteur : « le bon Florimond » ou « le Grand »,, conseiller éclairé des rois,, le trésorier de France intègre et habile, l’ambassadeur indispensable,, l’intendant aussi important en son temps que, plus tard, Sully, Colbert voire Richelieu en le leur,. Son ambition était extrême et il fut assurément l’un des banquiers du roi[source insuffisante], qui ne pouvait se passer de faire appel à lui. Encore y fallait-il un réel courage car les exemples tragiques de ses prédécesseurs Jacques Cœur et Jean de la Balue, tombés en disgrâce, ne devaient pas quitter sa mémoire.

« Il est à remarquer que depuis 1315 jusqu’en 1522, [...] huit secrétaires des finances sur douze furent pendus ou assassinés, trois subirent l’exil, la proscription ou la prison, tels que Jacques Cœur et le cardinal la Balue ; le seul Florimond Robertet administra pendant quarante ans sans être même soupçonné, et mourut dans son lit. »

— Louis-Gabriel Michaud, dans sa Biographie universelle (1846).
Il participe aux pourparlers qui suivent la campagne d’Italie, accomplit plusieurs voyages et se tourne vers la diplomatie. De 1500 à 1511, Florimond échange régulièrement des lettres avec Nicolas Machiavel, ambassadeur de la Seigneurie de Florence. Ce dernier a par ailleurs par ailleurs séjourné régulièrement à l'hôtel d'Alluye, dans le cadre de ses venues en France.
Il conseille certaines mesures financières qui se seraient révélées heureuses : il réussit à faire diminuer les impôts de moitié,, et la dette du Royaume s'avère nulle à la fin du règne de Louis XII.
Ce roi, marié à Anne de Bretagne, elle-même veuve de Charles VIII, ne parvient pas à avoir de fils viable. S'il a bien un héritier tout désigné — son cousin François d'Angoulême, futur François Ier —, le mariage de sa fille aîné, Claude, est sujet à de grands débats, parfois houleux. Dans un premier temps, Louis XII cherche à la marier avec le prometteur Charles de Habsbourg afin de conclure une alliance avec l'archiduché d'Autriche, le royaume d'Aragon (alors puissance croissante de la péninsule ibérique) et le pape Jules II, donnant lieu aux trois traités de Blois de 1499, 1504 et 1505[réf. nécessaire]. Or, la dot convenue du côté  français comprenait de larges territoires, incluant les duchés de Bretagne, de Bourgogne, de Milan et de Gênes, tous si durement acquis, ainsi que les comtés de Blois, de Bourgogne (actuelle Franche-Comté), et d'Asti[réf. nécessaire].
Au printemps 1505, peu après la signature de troisième accord, Louis XII tombe gravement malade : dès le 20 avril, il souffre d'une fièvre continue qui l'empêche de sortir de son lit. Si le roi a toujours montré une santé fragile, son état se dégrade pendant de longues semaines et justifie la prise de plusieurs dispositions afin d'assurer l'avenir du royaume en cas de décès prématuré. Surtout que, cette fois, la maladie frappe au pire moment et apparaît comme un « châtiment divin » pour avoir signé les traités de Blois. Ainsi, dans une ordonnance du 31 mai, le roi ordonne la rédaction d'un testament dans lequel figure Florimond parmi les membres du conseil de régence, auprès de la reine Anne et des autres hauts dignitaires du royaume,,,,.
Pendant cet épisode, Louis XII prit conscience qu'existe la possibilité que Claude n'ait pas d'enfant mâle avec Charles de Habsbourg, ce qui conduirait le royaume de France à une situation similaire — voire pire — que celle de la guerre de Cent Ans, où la Bretagne et la Bourgogne étaient sous contrôle étranger. Afin de consolider la Couronne et ses dépendances, ressurgit ainsi François d'Angoulême, cousin de Louis XII et de la fiancée, comme candidat. D'après les Mémoires du maréchal Robert III de La Marck, c'est le cardinal d'Amboise, secondé par Florimond,, qui a mené à bien les difficiles négociations des conditions du mariage entre les deux princes, en particulier en traitant avec Louise de Savoie, mère de l'héritier présomptif au trône de France.
De même, Florimond a servi d'arbitre pour déterminer l'héritier de Ferdinand le Catholique († 1516) au trône d'Aragon, notamment en soutenant le petit-fils de ce dernier, le même Charles de Habsbourg qui devait épouser la princesse Claude.

#### L'ultime favori de Louis XII
À la mort du cardinal d'Amboise, le 25 mai 1510, le cercle intime du roi se ressert, et Florimond devient rapidement le nouveau principal ministre de Louis XII,[source insuffisante]. À contre-courant du cardinal, proche et confident du roi, certes, mais réputé froid et peu bavard auprès de ses pairs, Florimond a plutôt de bonnes relations avec l'ensemble de ses contacts.
Si Florimond apparaît désormais comme le nouveau porte-parole du roi de France, le monarque reste entouré d'autres courtisans qui peuvent s'apparenter à des rivaux pour Robertet.

« Le grand chancelier se met sans cesse en avant, mais il n’a pas autant de crédit que Robertet... En fait, Robertet est le pivot de cette cour ; il fera toujours prévaloir son avis car on voit qu’en tout il est resté l’oreille et la langue du Roi. »

— Alessandro Nasi, dans ses Lettres aux Dix (1510),,.
Lorsque meurt Jean de Ganay en 1512, la charge de chancelier reste vacante, le roi refusant d'en nommer un nouveau.

« En réalité, ce sont Robertet et Monseigneur de Paris qui gouvernent tout. »

— Machiavel, dans son Rapport sur les choses de la France (1510).
Jusqu'en 1515, la position centrale qu'occupe désormais Florimond est régulièrement mentionnée, notamment par les ambassadeurs étrangers, dont le florentin Machiavel et le toscan Alessandro Nasi, mais également jusque dans la littérature, comme la 17e nouvelle de L’Heptaméron de la reine Marguerite de Navarre (1559), dans laquelle Florimond est l'intermédiaire entre le roi François Ier et le comte de Fürstenberg,.

« Le trésorier Robertet, qui pour lors gouvernait tout le royaume, car […] c’était l’homme qui était des plus approchés de son maître et qui avait beaucoup vu, tant du temps du roi Charles et du roi Louis ; et, point de faute, c’était l’un des hommes les mieux entendus que je pense guère avoir vus et de meilleur esprit et tant qu’il s’est mélé des affaires de France et qu’il en a eu la totalle charge, il en a eu cet honneur qui s’est merveilleusement bien porté. »

— Robert III de La Marck, dans ses Mémoires (1913),.
Le 15 avril 1513, il est nommé concierge et bailli du Palais, succédant ainsi à Raoul de Lannoy, ancien chambellan du roi, et commence donc à séjourner ordinairement au sein de la Conciergerie, sur l'île de la Cité, dans le centre de Paris.

#### Une grande fortune mise au service des arts
Louis XII lui confie nombre de missions dont il s’acquitte au mieux, et qui lui rapportent, d’après la correspondance diplomatique, beaucoup d’argent et plus encore de cadeaux.
Le plus notable est le David de bronze, commandé par Florence à Michel-Ange en 1502 et remis à Florimond en 1508. Il l'installera dans son château de Bury.

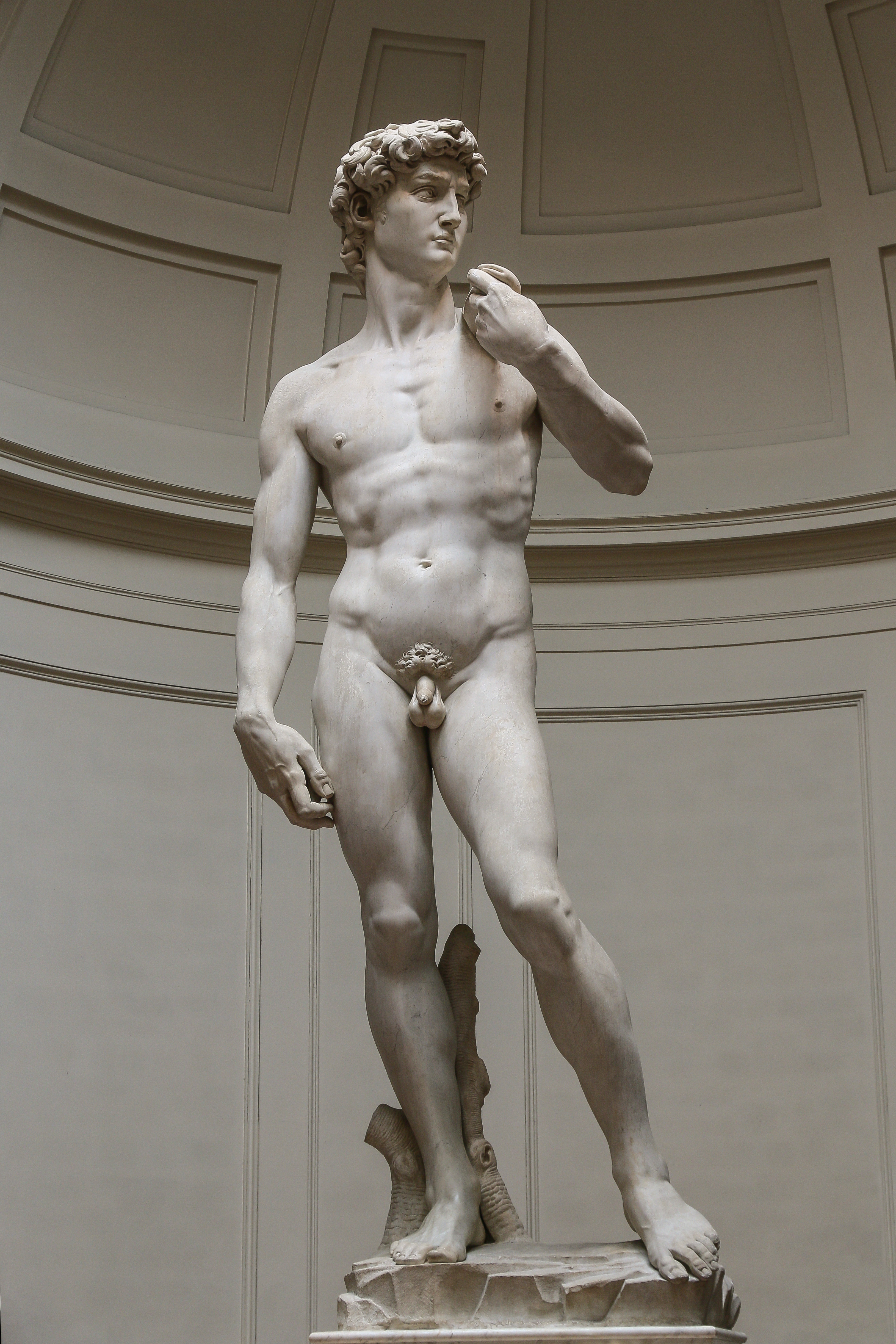
David de Michel-Ange, dont Florimond a obtenu une réplique en bronze.

De tous les officiers de finance du royaume, Florimond possède alors la plus grande fortune, estimée par Philippe Hamon à hauteur de 250 000 livres tournois.
Le 14 avril 1501, Fra Pietro da Novellara, écrit à Isabelle d'Este que Léonard de Vinci est occupé par la Vierge aux fuseaux destinée à « un certain Robertet, favori du roi de France », très probablement Florimond, et par un engagement non précisé auprès du roi Louis XII dont l’artiste souhaite s’acquitter en un mois,. L'inventaire des biens de Florimond Robertet dressé en 1532 ne mentionne pas le tableau qu'il avait pourtant reçu fin 1506 ou début 1507 et l'œuvre retrouvée par la suite ne sera attribuée à Léonard qu'à partir du XIXe siècle après son exposition à Londres en 1898.

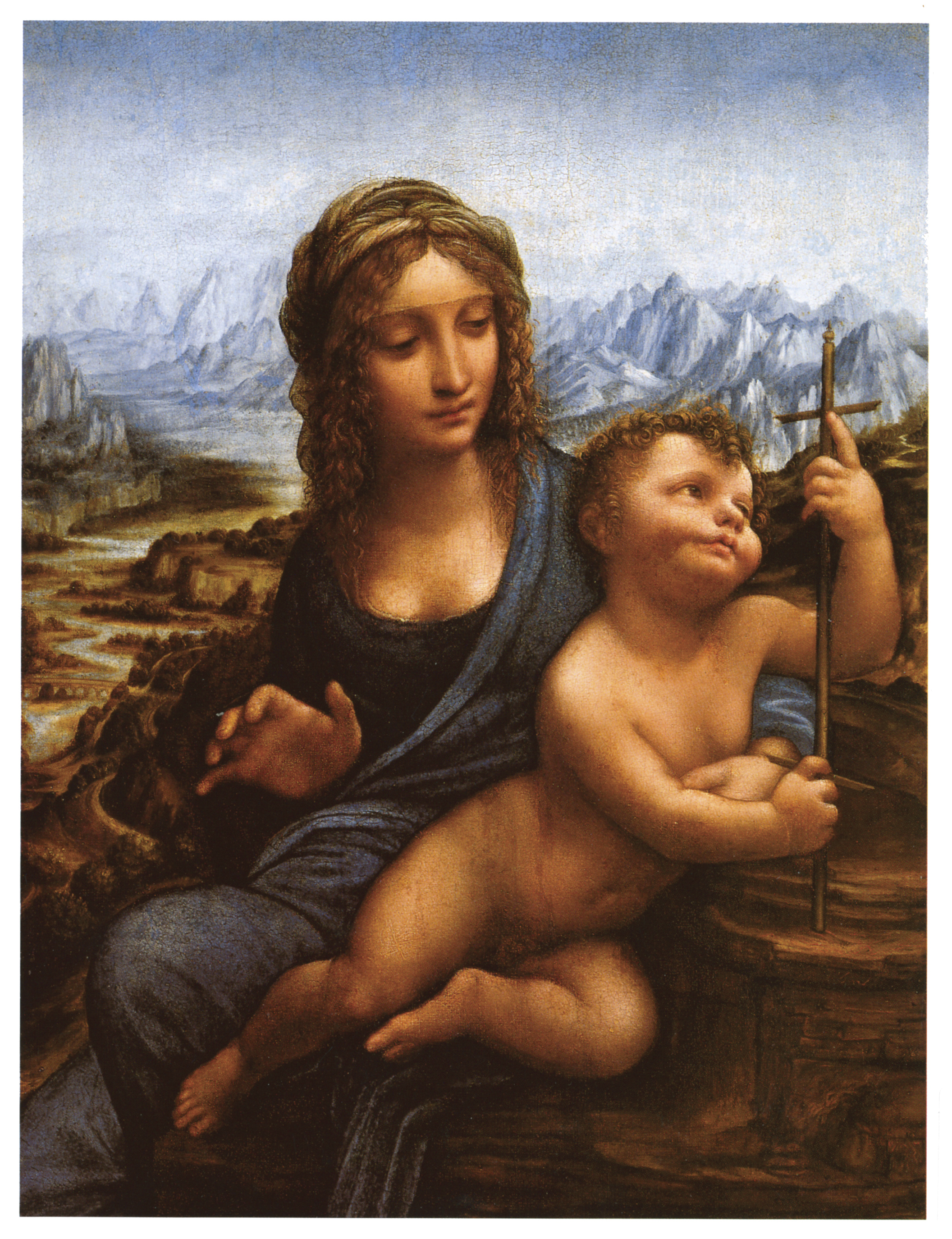
La Madone aux fuseaux, tableau de Léonard de Vinci peint pour Florimond.

De fait, si son père et son frère François sont devenus poètes, Florimond s'est distingué en devenant l'un des premiers collectionneurs d'œuvres d'art. Cependant, sa charge de secrétaire et trésorier du roi le retient habituellement à la cour où son importance croît sans cesse.

#### Un bâtisseur de demeures flamboyantes
C’est à cette époque (entre 1498 et 1508) qu’il fait entreprendre, en plein Blois, la construction d’un logis citadin, l’hôtel d'Alluye, où l’on retrouve toute la grâce de la Renaissance française, et plus particulièrement le style Louis XII que le roi a initié par la reconstruction du château de Blois,. Selon Annie Cosperec, si l'on en ignore les antécédents, l'absence de rente sur cette parcelle laisse néanmoins entendre que Florimond l'a acquise à titre de fief.

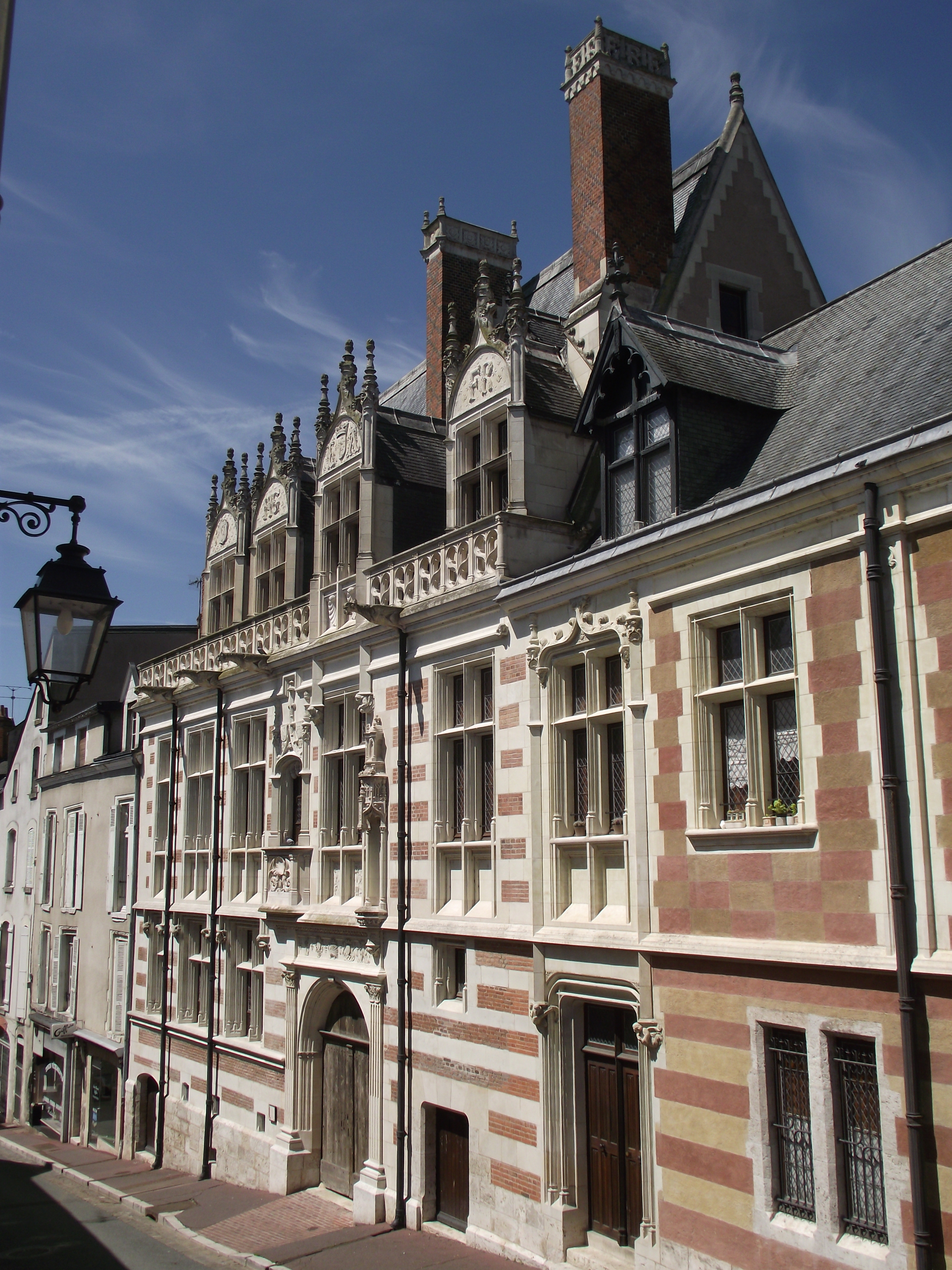
Façade principale de l'hôtel d'Alluye.
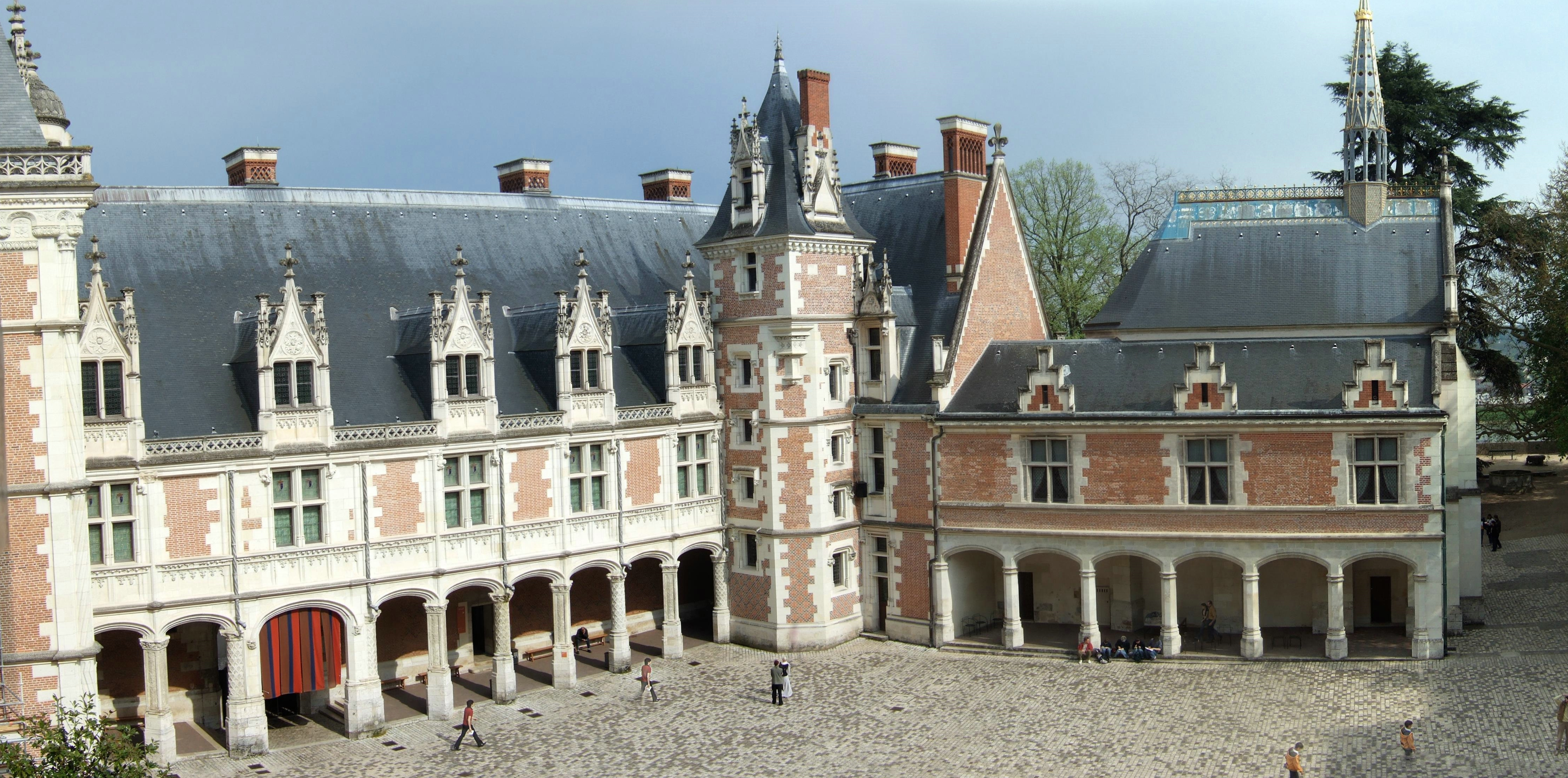
Aile Louis-XII du château de Blois.

Conscient que sa position favorisée aux yeux du nouveau roi inspire la jalousie parmi les autres hauts dignitaires du Royaume, sa prospérité se révèle fragile car elle dépend entièrement de la relation qu'il entretient avec le monarque et surtout, de ses origines modestes. À une époque où les valeurs sociales se fondent sur l'origine (ou la race), il cherche à détacher de cette étiquette de la noblesse de robe — jugée au XVIe siècle comme de seconde zone par la noblesse d'extraction, — et se doit d'acquérir des fiefs afin de pouvoir justifier de titres nobiliaires qualifiants. Il est par curieux de voir que Louis XII finit par adouber Florimond chevalier, potentiellement pour se rapprocher de cette noblesse d'épée, vraisemblablement pendant la campagne d'Agnadel, en 1509, si l'on suit les travaux d'Émile Dacier.
Par la suite, il commence donc par acheter vers 1505 la châtellenie de la Guierche, dans le Maine, moyennant 10 000 écus d'or, puis celle de Villemomble, acquise en 1507 d'Aymar de Prie, seigneur de Buzançais, pour la somme de 6 000 livres. Le 27 mars de la même année, le duc Charles III de Bourbon lui cède la baronnie de Roche-en-Régnier, en Velay, pour encore 10 000 écus, mais ce n'est que temporaire puisque Florimond finit remboursé en 1510,.
Le 1er juillet 1509, la seigneurie de Brou lui est grâcieusement concédée par l'évêque de Chartres, Érard de La Marck ; en hommage, la commune actuelle de Brou (Eure-et-Loir) porte d'ailleurs de nos jours un blason rappelant les armes des Robertet.
Le 2 janvier 1511, il met la main, pour 6 000 écus supplémentaires, sur le domaine de Bury, alors en ruines depuis la guerre de Cent Ans, ce qui lui laisse le champ libre pour y construire un somptueux château de cour,,.

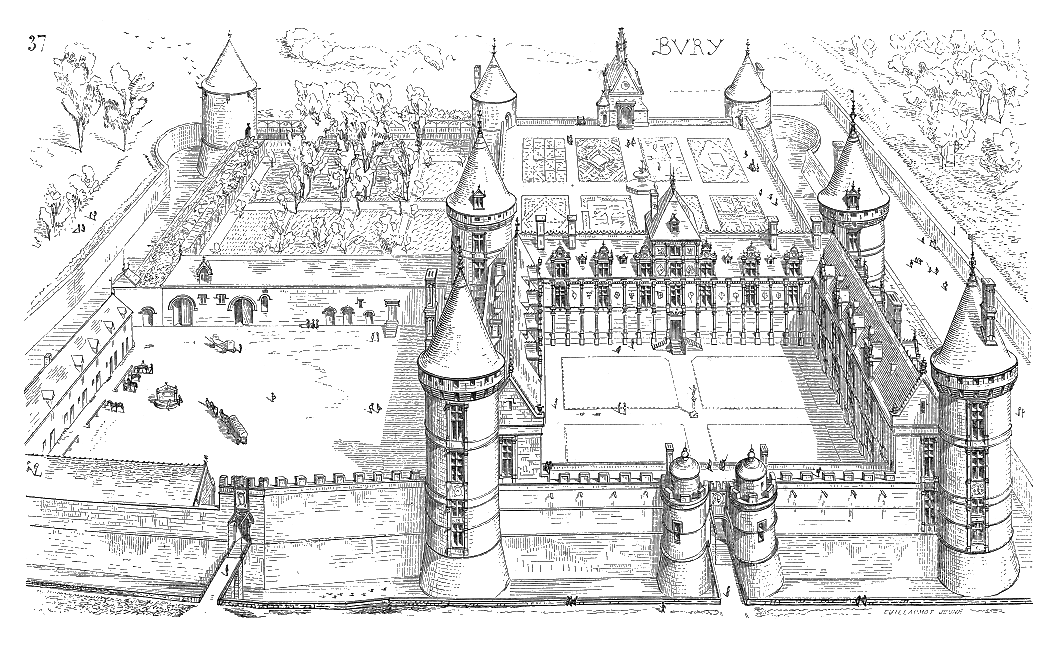
Le château de Bury, construit pour Florimond, rivalisait d'architecture avec le palais royal de Chambord. Le David de bronze est d'ailleurs visible au cœur de la cour.

C’est à Bury qu’il fait commencer par un architecte italien, la construction d’un château très caractéristique de l’époque d’une envergure telle, qu’on ne pouvait le comparer, une fois terminé, qu’avec Chambord. C’était plus une demeure de plaisance qu’une forteresse, l’un des premiers châteaux d’agrément du Val de Loire. Son emplacement est stratégique : situé en lisière de la forêt de Blois, où Louis XII prenait plaisir à chasser,, Bury est relié par une longue ligne droite aménagée en allée qui mène directement au château de Blois.
Vers 1518, Florimond Robertet remplace l'ancien manoir féodal situé à Villemomble, dans le bassin parisien, par un château Renaissance assez vaste pour y recevoir François Ier[réf. nécessaire],.

#### Rapports avec FrançoisIer
Alors que François d'Angoulême est encore l'héritier présomptif de Louis XII († 1515), Florimond entre officiellement dans la famille royale en 1512 par le mariage de son beau-frère, Michel II Gaillard (frère de son épouse Michelle qu'il a épousée en 1504), avec la demi-sœur du roi en devenir, Souveraine d'Angoulême.
Une fois ce prince devenu roi sous le nom François Ier, Florimond se voit confirmé dans ses charges et porté au fait des honneurs. En récompense de ses services qu'il a précédemment reçus, François Ier le nomme baron d’Alluye et lui fait don des sommes nécessaires pour terminer Bury. Il participe à l’expédition d’Italie, assiste aux audiences du roi au camp de Marignan, à l’entrevue de Bologne.
Florimond se retrouve à contresigner plusieurs traités internationaux, dont : le traité de Noyon entre François Ier et Charles Quint (13 août 1516), le traité de Fribourg entre la France et la Confédération des XIII cantons suisses (29 novembre 1516), le traité de Rouen entre la France et l'Écosse (26 août 1517), ou le traité de Londres entre les principales puissances européennes : France, Angleterre, Espagne et Saint-Empire (14 décembre 1518).
Dès le XVIIe siècle, Antoine Fauvelet du Toc, compilant son histoire des secrétaires d’État français, reconnaît ainsi Florimond comme « le père des secrétaires d’État », justifiant ce titre « puis qu’en effet, c’est lui qui commença à donner à ses emplois le degré d’élévation et de pouvoir dans lequel ils se sont enfin établis ». En effet, s'il n'est pas le seul conseiller du roi, toutes les dépêches émanant d'ambassadeurs étrangers lui sont désormais soumises.

#### Fin de carrière
Épuisé par les fatigues de cette vie mouvementée, il tombe malade et, en 1521 se démet d’une partie de ses fonctions[Lesquelles ?] en faveur de son fils François, filleul du roi, et de son neveu, Jean-René.
Mais le désastre de Pavie, avec les obligations de la régence, lui cause un surcroît de travail ; avec Louise de Savoie, il s’emploie activement à réunir la rançon de son fils le roi[réf. nécessaire].
Il étudie avec elle une lettre, saisie sur un courrier, qui établit la trahison du connétable de Bourbon, et contribue grandement à la conclusion de la paix[réf. nécessaire].
Profitant de la captivité de François Ier, Henri VIII d'Angleterre entra en guerre contre la Régence, réclamant la dot perdue de sa sœur Marie Tudor en tant que veuve de Louis XII. Florimond apparaît, au cours de l'été 1525, comme le principal instigateur du traité de More, signé le 30 août, permettant la paix entre les deux nations et la fin de réclamations territoriales en France du roi d'Angleterre au prix d'une pension annuelle de 20 000 livres sterling.
Son état de santé se dégrade notablement à partir de 1525. Devenu début 1526 presqu'aveugle à cause de la cataracte,, et le roi ayant été libéré par la signature du traité de Madrid (14 janvier 1526), Florimond décida de se retirer d'une partie de ses charges. Il abandonne ainsi sa charge de trésorier de France en Normandie (à plus de 65 ans) au profit de son fils aîné Claude, alors âgé de seulement 22 ans. Fait inhabituel, ce dernier finit par transmettre cette même charge à son propre fils, Florimond III Robertet. Son fils cadet François n'est pas en reste et est nommé par le roi parmi ses secrétaires des finances. S'il est nommé par lettres patentes dès le 12 avril 1526, ce dernier ne prêta serment que le 16 mars 1527. Pour autant, il est convenu que Florimond conserve jusqu'à sa mort ses offices de concierge et bailli du Palais ainsi que de greffier de l'ordre de Saint-Michel[réf. souhaitée].
Fervent soutien de François Ier qui se sentait humilié par le traité de Madrid, Florimond participa à construire la ligue de Cognac, rassemblant la France, le pape Clément VII, la république de Venise, l'Angleterre, le duché de Milan et Florence contre l'empereur Charles Quint, qui donnera lieu à la septième guerre d'Italie.
Au mois de mars 1527, il est chargé, en compagnie de Jean Brinon, du cardinal François de Tournon, du chancelier Antoine Duprat et du grand maître Anne de Montmorency, de conclure le mariage entre le jeune prince Emmanuel-Philibert, héritier de Savoie et de Piémont, et la princesse Marguerite de France, dernière fille de François Ier,,.
Enfin, il passe l'été à négocier, avec François Ier, un nouvel accord avec l'Angleterre, alors représentée par le cardinal Wolsey. Ces discussions donnèrent lieu au traité d'Amiens du 18 août 1527.

### Décès

#### Funérailles et hommages
Florimond meurt le 29 novembre 1527 (quelques mois après Machiavel) à la Conciergerie, à Paris — où il séjournait dans le cadre de sa charge de concierge et bailli du Palais — et François Ier lui rend un ultime  hommage avec d’éclatantes funérailles à la mode de l’époque.
Dans un premier temps, son corps est conservé sur l'île de la Cité, accessible au public, avant d'être déplacé trois jours plus tard au sein du couvent des Grands-Augustins,[source insuffisante], où furent inhumés plusieurs poètes de la Pléiade. L’éloge funèbre est prononcé, en présence de François Ier, par son ami Laurent II Alleman, évêque de Grenoble,.
Comme son testament le stipulait, ses restes sont finalement déplacés à Blois, sur un char « précédé de cent torches ardentes aux armes du défunt », vers l'église construite grâce au financement de Florimond, l’église Saint-Honoré, au sein de sa petite chapelle d’Alluye,,,, et non à Montbrison où furent enterrés son père et ses frères. L’inhumation a eu lieu le 10 août 1532 en présence du roi et de la nouvelle reine Éléonore,, et Clément Marot dédie à Florimond une dernière Déploration de 555 vers, qui reste un des poèmes les plus révélateurs et importants de son œuvre.

#### Un héritage matériel fort riche
L’inventaire des biens sera établi en 1532 à Bury ; la liste, dressée par sa veuve Michèle Gaillard († 1549), contenait d'innombrables cadeaux, bijoux, objets d’art, offerts à l’occasion de ses nombreuses missions. On note, entre autres, « de gros diamants » offerts par les trois monarques qu'il a servis, « une apothicairerie de poudres, médicaments, ingrédients, mannes, conserves, sirops, et rares essences, que la prévoyance et la charité de Florimond avaient fait venir de tous les costez, tant des pays froids que chauds. Cette apothicairerie fut visitée par Monsieur de Rabelais, célèbre médecin, qui fut en admiration de tout ce qu’il vit »[réf. nécessaire]. On trouve aussi « un esquelette étiqueté de billets de parchemins chiffrez, contenant les noms de chaque chose dont est composé le corps humain »[réf. nécessaire].
La collection de biens laissée par Florimond témoigne ainsi de la curiosité universelle des hommes de la Renaissance, ouverts à toutes les civilisations et à toutes les cultures sous l’influence de leurs études, de leurs voyages, de leurs expériences, et précurseurs des cabinets de curiosité devenus populaires au XVIIe siècle.

### Mariage et descendance

#### Mariage et enfants
Dans sa quarantaine, Florimond épousa, le 3 octobre 1504 à Amboise, Michelle Gaillard de Longjumeau (1488–1549), âgée quant à elle de 16 ans. Michelle était la fille de feu Michel Ier Gaillard († 1501), seigneur de Longjumeau, Chailly, Villandry et Savonnières, général des Finances et des Galères et ancien maire de Tours, et par conséquent la sœur de Michel II Gaillard († 1535), lui-même sire de Chilly et Longjumeau. Ce dernier devint d'ailleurs en 1512 beau-frère de François Ier par son mariage en avec Souveraine d'Angoulême.
Le couple eut au moins huit enfants dont le destin fut assez mouvementé :
- Claude, baron de Bury et d'Alluye (1505–1567), filleul de la reine Claude[réf. souhaitée], père de Florimond III[106] ;
- François (mort entre 1526 et 1532), baron de Brou[106] et filleul de François Ier[107], qu'il nomma son secrétaire dès 1515[108] ;
- Anne (1505–après 1585)[106], d'abord mariée en 1520 à Claude d'Estampes de La Ferté, et puis en secondes noces en 1533, avec Claude Ier de La Châtre, († 1558) ; d'où le maréchal Claude II de La Châtre (1536-1616), Anne de La Châtre (x François de Vitry de L'Hospital : grands-parents du maréchal Nicolas), et Marie de La Châtre (vers 1550-1626 ; x 1572 Guillaume de L'Aubespine, 1547-1629, fils de Claude II : neuf enfants, dont Gabriel évêque d'Orléans en 1604-1630 ; Charles, marquis de Châteauneuf, Garde des sceaux en 1630-33 et 1650-51 ; et François de L'Aubespine, x Eléonore de Volvire de Ruffec : par leur fille Charlotte de L'Aubespine de Ruffec, ils sont les grands-parents maternels de Saint-Simon) ;
- Claude, mariée à Claude (Le) Breton de Villandry († 1556) ;
- Louise (vers 1520–vers 1589)[109], mariée en 1540 avec François II du Fou du Vigeant, gentilhomme de la Chambre, gouverneur de Lusignan ;
- Françoise (1519-1580), dame d'Alluye en succession à son neveu Florimond III, qui fut mariée deux fois : d’abord à Jean Babou de la Bourdaisière[109], grand maître de l'artillerie de France, puis à Jean d'Aumont, maréchal de France qui combattit à Ivry aux côtés d’Henri IV.

Il convient de noter que tous les enfants de Florimond portent un nom rendant hommage à un membre de la famille royale actif au moment de leur naissance : Louis XII, marié à Anne de Bretagne et de qui il eut Claude, qui devint reine en épousant François Ier, fils de Louise de Savoie. Toutefois, seuls les deux aînés — Claude et François — les eurent comme parrain et marraine.
En outre, contrairement à son père Jean III — ses frères Charles et Jacques étant devenus évêques d'Albi —, aucun des enfants de Florimond ne fut destiné à la religion[réf. souhaitée].

## Armoiries
| Blason | Blasonnement : D'azur à la bande d'or chargée d'un demi-vol dextre de sable posé à plomb et accompagnée de trois étoiles à six rais d'argent. |

D'après Henri-Émile de La Vallière et son étude de l'hôtel d'Alluye, ce blasonnement est incomplet. Selon lui, les Robertet portaient « d’azur, à la bande d’or chargée d’un demi-vol de sable et accompagnée de trois étoiles à six rais d’argent, une en chef, au canton sénestre, une à dextre du milieu de l’écu, la troisième en pointe » le tout, dans le cas spécifique de Florimond, avec une « filière engrêlée de gueules ». Citant par ailleurs Jean Boisseau, de La Vallière estime que cette bordure engrêlée rappelerait que Florimond eût été le quatrième fils de la fratrie, mais il est important de noter que, même si de telles règles de droit héraldique ont existé, leur application au sein du royaume de France n'a jamais pu être harmonisée, ni autant respectée comme cela a pu être le cas au Royaume-Uni ou au Canada, notamment.

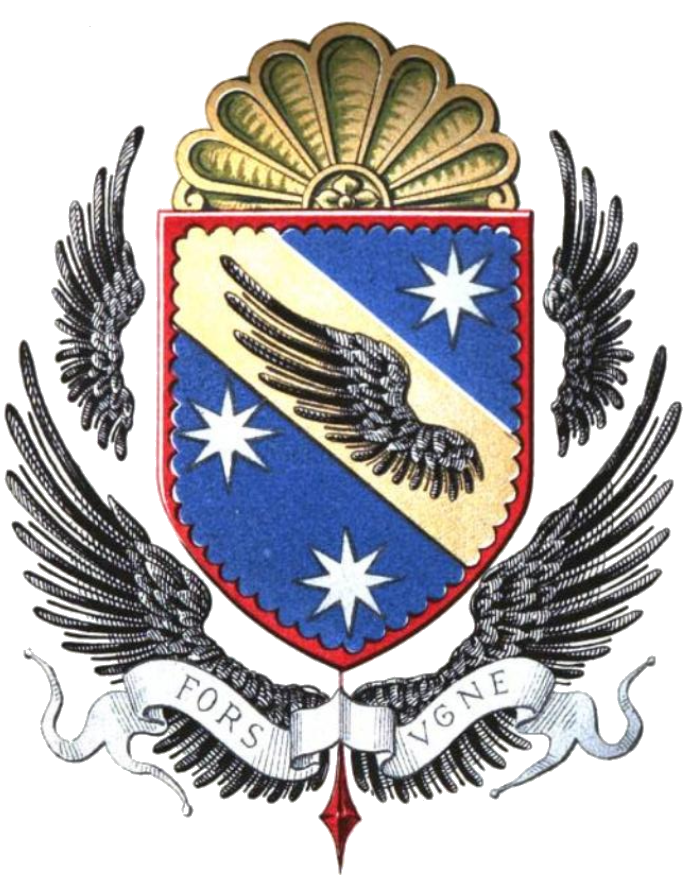
Dessin des armes de Florimond Robertet d'après Henri-Émile de La Vallière. Contrairement à son propre blasonnement, il a dessiné des étoiles à huit rais au lieu de six.